# Yony Flores
Yony Wilson Flores Monroy (Città del Guatemala, 16 febbraio 1983) è un ex calciatore guatemalteco, di ruolo difensore.

## Biografia
In data 12 settembre 2012, Yony Flores, insieme ai giocatori Guillermo Ramírez e Gustavo Cabrera, furono sospesi a vita da ogni attività calcistica dalla Federazione guatemalteca  (Fedeguate). I tre giocatori furono sospesi perché rei di aver truccato partite della propria nazionale, che includevano amichevoli che il Guatemala giocò contro la Costa Rica nell'Estadio Nacional, il passato 25 maggio (sconfitta per 3-2), ed in Città del Guatemala il 1º giugno (vittoria 1-0), come una terza con il Venezuela.
L'agenzia EFE indicò che il presidente della federazione guatemalteca, Bryan Jiménez, disse ai giornalisti guatemaltechi che l'Organismo Disciplinare della massima autorità del calcio di quel paese decise di "inabilitare" a vita i tre giocatori.
A fine ottobre i tre sono stati radiati dalla FIFA.

## Carriera

### Club
Ha giocato dal 2004 nel Deportivo Marquense. Nel 2009 si è trasferito al CSD Municipal.

### Nazionale
Con la nazionale guatemalteca ha partecipato alla CONCACAF Gold Cup 2007.